# Staatsraad van het Russische Rijk

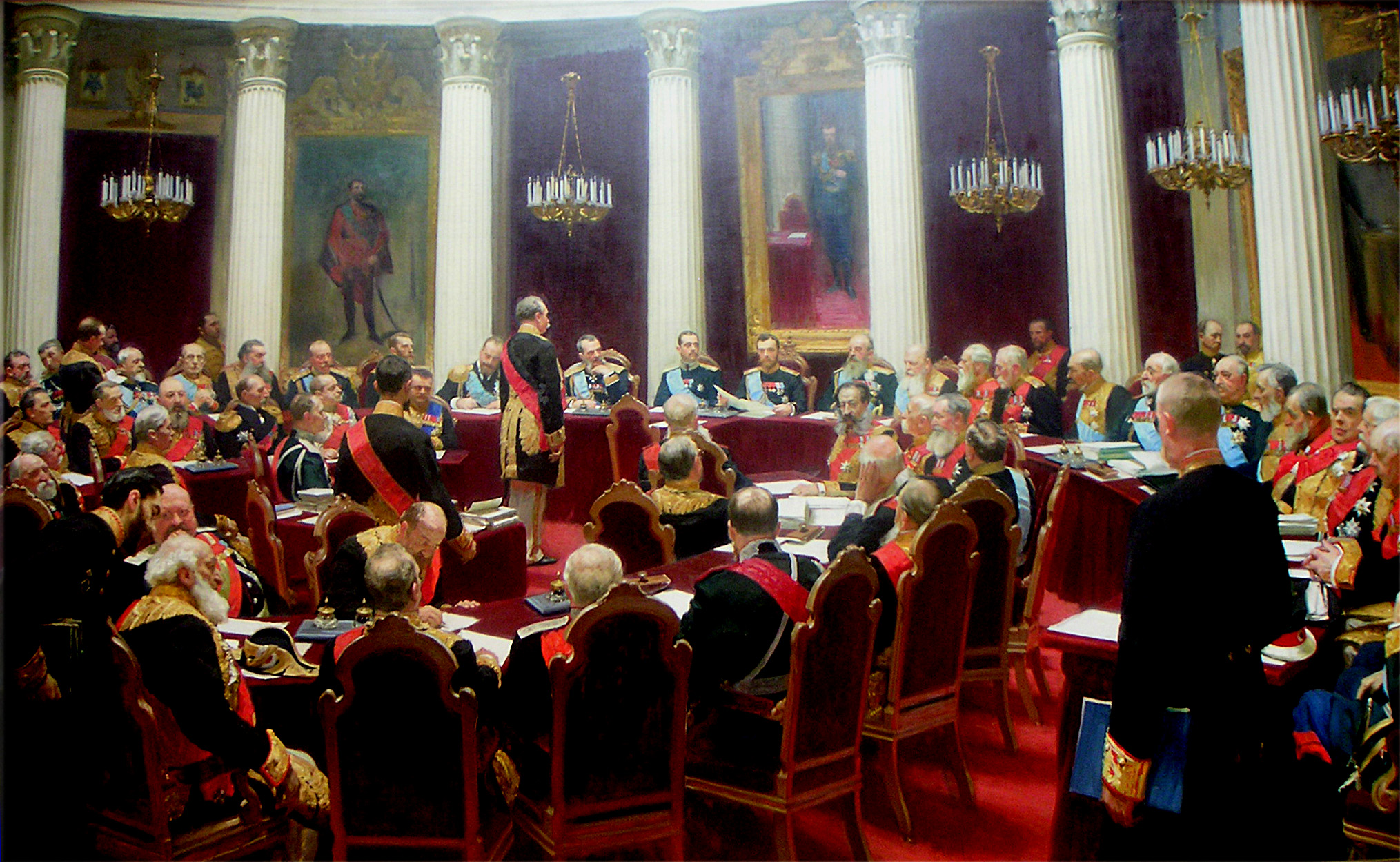
De eeuwvergadering van de Staatsraad in het Mariinskipaleis op 5 mei 1901 (Ilja Repin, Russisch Museum Sint-Petersburg (detail).

De Staatsraad (Russisch: Государственный Совет; Gosoedarstvenny Sovjet) was het hoogste staatsadviesorgaan voor de tsaar in het Russische Rijk.

## 18e eeuw
De eerste tsaristische raden waren klein en hielden zich vooral bezig met buitenlandse zaken.
Peter de Grote introduceerde de Geheime Raad en Catharina I introduceerde de Opperste Geheime Raad. De rol hiervan veranderde gedurende verschillende regeringsperiodes.
Peter III formeerde de Imperiale Raad (Императорский Совет), formeel de Raad bij het Allerhoogste Hof (Совет при высочайшем дворе), op 20 mei 1762. Vlak na de opvolging door Catharina de Grote ontbond deze de raad.

## 1810-1917
De Staatsraad werd gevestigd door Alexander I in 1810 als onderdeel van de hervormingen door Michail Speranski. Speranski wilde deze maken tot het hogerhuis van het Russisch parlement, maar het werd uiteindelijk een adviesraad die bestond uit personen die de tsaar vertrouwde.
Tussen 1906 en 1917 werd de status van de Staatsraad gedefinieerd door de Russische grondwet van 1906. De voorzitter van de Staatsraad werd benoemd door de tsaar. Aanvankelijk werd de helft van de leden aangesteld door de tsaar en de andere helft werd verkozen door middel van afzonderlijke verkiezingen onder een aantal bevolkingscategorieën; de geestelijkheid, Russische Academie der Wetenschappen, universiteiten, zemstvo's op het niveau van de goebernija's, Vergaderingen van Adel (Dvorjanstvo), handelaren, industriemagnaten. Na 1910 benoemde alleen de tsaar nog de leden. In die periode werd het soms formeel gelijkgesteld aan het hogerhuis van het parlement, waarbij de Doema werd vergeleken met het lagerhuis.